# Центр Азріелі
Центр Азріелі (івр. מרכז עזריאלי) — комплекс з трьох хмарочосів в Тель-Авіві, Ізраїль. Проєкт центру був розроблений Елі Аттія, а закінчений був архітектурним бюро Moore Yaski Sivan Architects. Комплекс названо на честь ініціатора проєкту, канадського підприємця ізраїльського походження Давіда Азріелі.

## Кругла вежа
Кругла вежа, найвища з трьох і найвищий будинок в Тель-Авіві, а також другий за висотою хмарочос Ізраїлю, нараховує 49 поверхів і має висоту 187 м. Її будівництво почалося в 1996 і закінчилося в 1999 році. На останніх поверхах розташовані обсерваторія та ресторан.
Кожен поверх Круглої вежі має 84 вікон, в загальній складності 8000 вікон. Башта у периметрі - 141 метрів, а в діаметр становить 44 метри. Площа кожного поверху становить 1520 м².

## Трикутна вежа
Трикутна вежа заввишки 169 метрів. Будівництво цієї вежі, як і круглої розпочалося в 1996 році і було завершено в 1999 році. Вона має 46 поверхів, 13 з котрих займає телефонна компанія Безек. Вежа в поперечному розрізі являє собою рівносторонній трикутник.

## Квадратна вежа
Квадратна вежа налічує 42 поверхи і 154 м, це найнижча з трьох веж Центру Азріелі. Її будівництво було розпочато у 1996 році і призупинено у 1998 році через розбіжності з тель-авівською мерією, будівництво було відновлено у 2006, а завершено в червні 2007 року. В її нижніх 13-ти поверхах планується відкриття готелю бізнес-класу «Crowne Plaza».

## Торговий центр
Торговий центр Азріелі один з найбільших в Ізраїлі. В центрі розташовано більше 30 кафе, ресторанів, фаст-фудів. Торговий центр є одним з найбезпечніших центрів країни з 2 лініями оборони на кожному вході.

## Інші факти
В комплексі розташовані 8-зальний кінотеатр, фітнес-клуб, вечірня школа. Центр Азріелі з'єднаний пішохідним мостом з Тель-Авівським вокзалом Га-Шалом, котрий було збудовано у 2003 році.

## Галерея

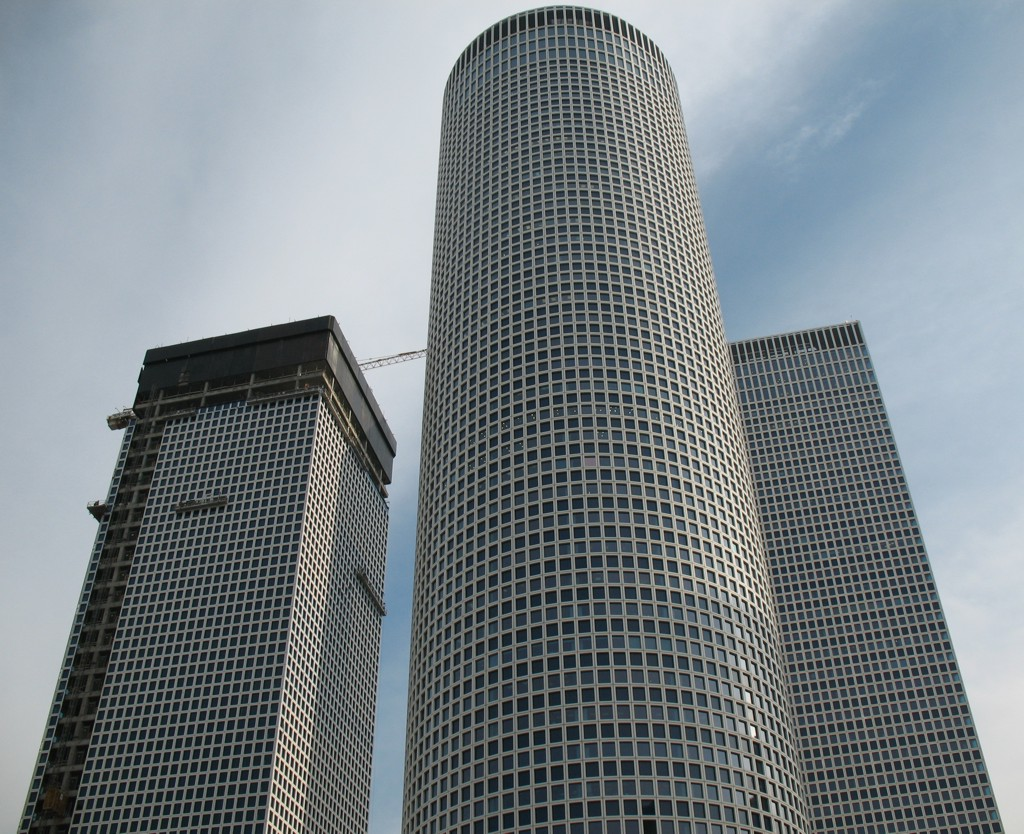
Центр Азріелі
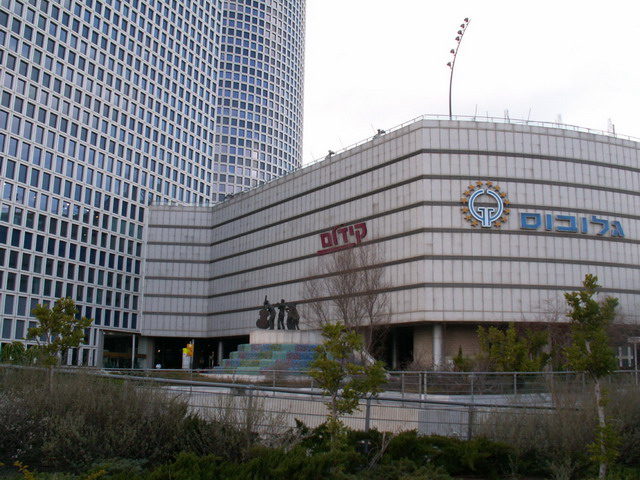
Торговий центр
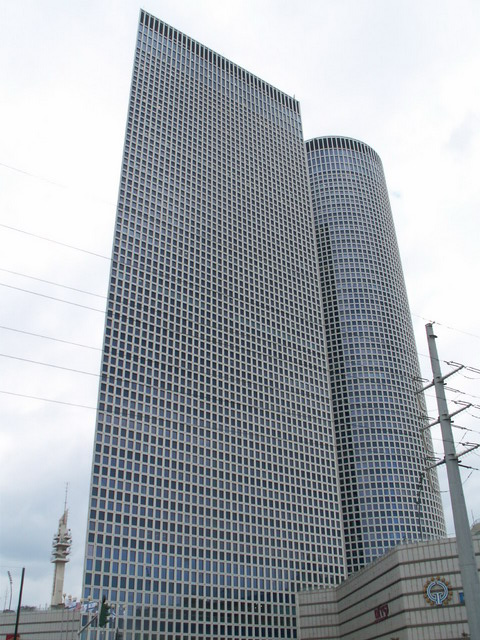
Трикутна вежа
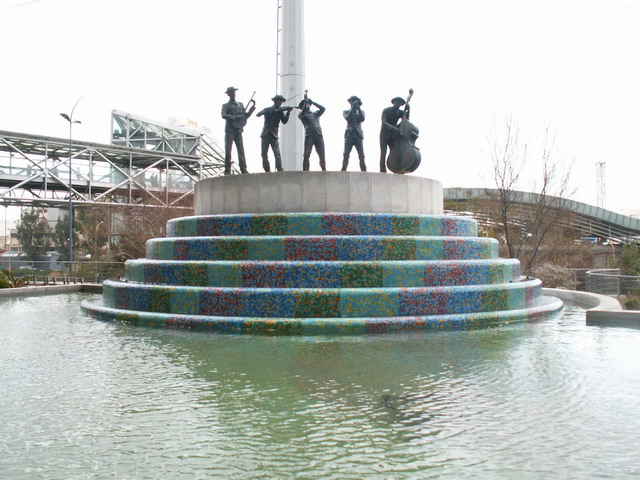
Фонтан біля Центру Азріелі
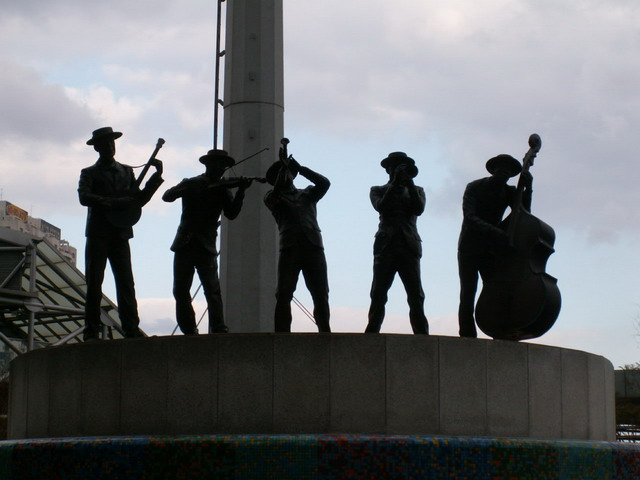
Скульптура біля Центру Азріелі
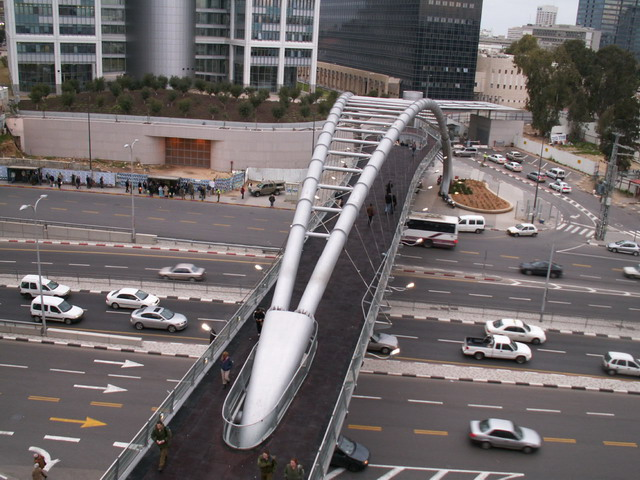
Міст  через вулицю з'єднуючий комплекс з вокзалом Га-Шалом
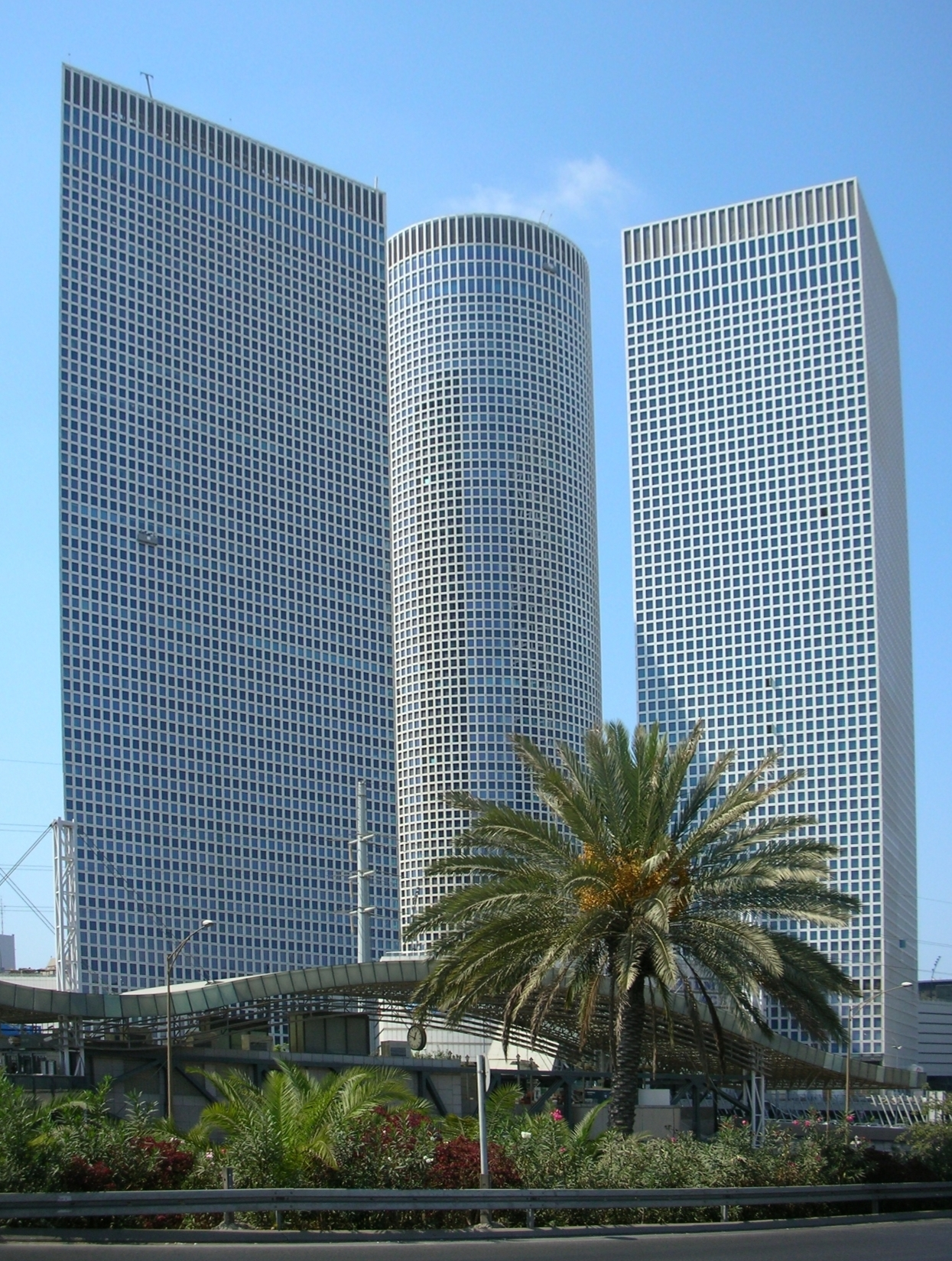
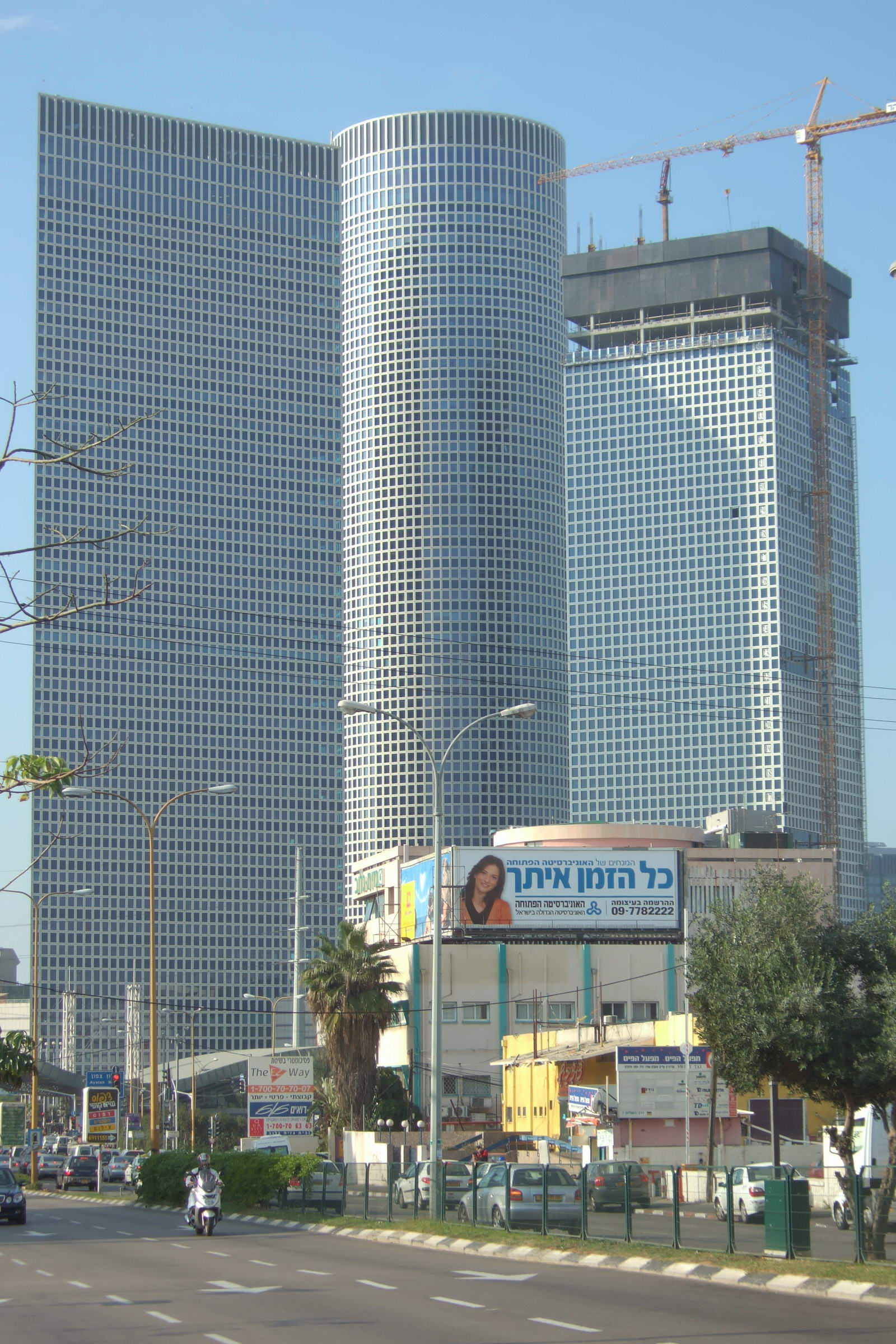
Квадратна вежа під час будівництва в грудні 2006